# Żychlinek
Żychlinek – część wsi Kryszkowice w Polsce, położona w województwie wielkopolskim, w powiecie konińskim, w gminie Wierzbinek.
W latach 1975–1998 Żychlinek należał administracyjnie do województwa konińskiego.
W XIX w. folwark w Żychlinku wraz z majątkami we wsiach Kryszkowice oraz Janowice należał do rodziny Żychlińskich. 